# د. سانتوش
د. سانتوش (بالإنجليزية: D. Santosh)‏ هو ممثل هندي، ولد في 26 سبتمبر 1976.

## وصلات خارجية
- د. سانتوش على موقع IMDb (الإنجليزية)
- د. سانتوش على موقع قاعدة بيانات الفيلم (الإنجليزية)